# Selectra
Selectra es una empresa especializada en la comparación de tarifas de energía (electricidad y gas) así como de telecomunicaciones (internet y telefonía), seguros y alarmas. La startup fue creada en 2007 en París y desde 2013 cuenta con sede en Madrid, codirigida por Gonzalo Lahera y Jaime Arbona.

## Historia
La empresa arrancó su actividad en 2007 cuando los fundadores, Xavier Pinon y Aurian de Maupeou, eran estudiantes de la Universidad de Science Po de París. En 2012, Selectra comienza a trabajar para el mercado español de la mano de los actuales codirectores de la filial española. Un año más tarde, en julio de 2013, se abre la primera oficina en Madrid. En 2018, la compañía contaba con 370 trabajadores en España y 700 a nivel internacional. En 2023, ya supera los mil empleados en España y los 1.500 en todo el mundo.
En octubre de 2018, Selectra inauguró la sede en Sevilla con una veintena de empleados y con la previsión de doblar este número a lo largo de 2019. En enero de 2023 esta oficina cuenta ya con 212 empleados.

## Servicios
La compañía ofrece un servicio gratuito de comparación de tarifas y asesoría personalizada para las facturas de energía. Ofrecen el mismo servicio para telecomunicaciones y alarmas a través de su portal selectra.es El objetivo de la compañía es convertirse en un comparador integral para los principales gastos de hogares y pymes.
Selectra también cuenta con una serie de páginas web a través de las cuales ofrece información y consejos de ahorro para disminuir las factura de los suministros de energía y telecomunicaciones, así como con un departamento especializado en empresas y grandes consumos. Asimismo, la compañía provee de un servicio de compras colectivas de luz y gas, habiendo lanzado ya tres de estas iniciativas junto con la Asociación ANAE. La primera, en noviembre de 2016; la segunda, en enero de 2018 -que aseguraba que la tarifa ganadora de electricidad sería de origen 100% renovable-; y desde entonces lo ha repetido de forma anual hasta su sexta edición en enero de 2022.
En noviembre de 2018, Selectra amplía su cartera de negocios creando un comparador de alarmas, ligado a su página de telecomunicaciones, que estará dirigido a hogares y pymes.
A final de 2019, la compañía dio un paso más en la diversificación de su actividad con su entrada en el mundo del autoconsumo eléctrico e instalación de placas solares.
En 2024, Selectra hace una apuesta para convertir la tecnología en un aliado de los usuarios lanzando la aplicación MySelectra, poniendo la tecnología al servicio del cliente para que este pueda comparar y controlar sus consumos.

## Expansión internacional
La compañía está presente en 17 países, entre ellos España, ⁣México, Chile, Perú,  Austria, Portugal, Italia, Bélgica, Japón, Francia, Irlanda.
En noviembre de 2020, la compañía anuncia el lanzamiento de su servicio de internet y móvil en México. A principios de 2021 anunciaban la apertura de una nueva oficina en la ciudad de Córdoba. A principios de 2022, hacía lo mismo en la capital gaditana y a lo largo de año en Valencia y Málaga. En lo referente a Portugal, la compañía abrió en 2022 la primera sede en el país luso, concretamente en Lisboa.
En 2023 Selectra continuó con su expansión internacional abriendo sus primeras oficinas en Lima, Perú y en 2024 se inauguraron las oficinas en Santiago de Chile

## Controversias en Francia

### Neutralidad del «comparador».
A principios de 2014, un asociación de consumidores llevó a cabo una investigación sobre los sitios que comparan los precios del gas y la electricidad. Llegó a la conclusión de que «aparte del sitio oficial del gobierno, no existen verdaderos sitios de comparación de precios. A pesar de sus promesas, no ofrecen a los consumidores la mejor oferta del mercado. Su objetivo es orientar a los consumidores hacia proveedores asociados que les pagan más cuando les traen un nuevo cliente. Estos sitios son parciales y abusan de la confianza del consumidor».
En marzo de 2024, Complément d'Enquête (M6) criticó a Selectra por operar de forma engañosa, ya que los empleados de la empresa no comparaban precios, como prometían, sino que proponían ofertas de proveedores que pagaban a la plataforma para promocionarse.

### Práctica comercial engañosa en Francia
En mayo de 2024, se revela la existencia de un acuerdo entre la Dirección General de la Competencia, del Consumo y de la Represión de Fraudes (DGCCRF) y Selectra en Francia. Este acuerdo incluye el pago de una multa de 400.000 € por parte de Selectra en el marco de una investigación que data de 2020, con el fin de evitar un juicio por práctica comercial engañosa.

## Distinciones
Selectra ha obtenido una serie de reconocimientos:
- 37° en el 'Top 100 de startup francesas en 2015' por l'Express;[32]
- 93.ª en los 'Campeones de Crecimiento 2017' de Les Echos;[33]
- 303ª entre 'Las 1000 empresas de más rápido crecimiento en Europa' del ranking realizado por el Financial Times en 2017:[34]
- Posición 531 entre las empresas de más rápido crecimiento en Europa y América. Ranking del Financial Times para 2018.[35]
- Top 100 de los sitios webs más visitados en España por Ahrefs[36] con tarifaluzhora.es
- Reconocimiento a Jaime Arbona en el libro "Disruptivos TOP: Guía de Empresarios y CEOs innovadores".